# پورتوبوفوله
پورتوبوفوله (به ایتالیایی: Portobuffolé) یک کومونه در ایتالیا است که در استان ترویزو واقع شده‌است. پورتوبوفوله ۵٫۰ کیلومتر مربع مساحت و ۸۰۴ نفر جمعیت دارد و ۱۰ متر بالاتر از سطح دریا واقع شده‌است.